# Casalorzo Boldori
Casalorzo Boldori è una frazione del comune cremonese di Derovere posta a sudest del centro abitato.

## Storia
La località era un piccolo villaggio agricolo di antica origine del Contado di Cremona con 70 abitanti a metà Settecento.
In età napoleonica, dal 1810 al 1816, Casalorzo Boldori fu frazione di Cingia de' Botti, recuperando l'autonomia con la costituzione del Regno Lombardo-Veneto.
Nel 1829 però, anche i governanti tedeschi si convinsero che la piccolezza di questa comunità non poteva più supportare la vita municipale e decisero di annettere il paesino al comune di Casalorzo Geroldi, che poi decenni dopo si unirà a sua volta a Derovere.